# ديك ودسون
ديك ودسون (بالإنجليزية: Dick Woodson)‏ هو لاعب كرة قاعدة أمريكي، ولد في 30 مارس 1945 في أويلوين في الولايات المتحدة.

## وصلات خارجية
- ديك ودسون على موقعبيزبول رفرنس.كوم (الدوري الرئيسي) (الإنجليزية)
- ديك ودسون على موقعبيزبول رفرنس.كوم (الدوري الثانوي) (الإنجليزية)
- ديك ودسون على موقع مشجعي الرسوم البيانية (الإنجليزية)